# Reichsversammlung in Worms im Frühjahr 1231

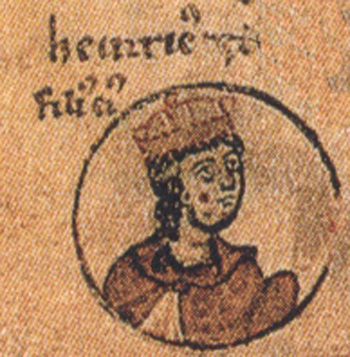
Heinrich (VII.)

Die Reichsversammlung in Worms im Frühjahr 1231 war die zweite Reichsversammlung in diesem Jahr, die König Heinrich (VII.) in Worms abhielt. Bekanntestes Ergebnis war die schriftliche Fixierung des Verhältnisses zwischen dem König und den Reichsfürsten im sogenannten Statutum in favorem principum.

## Vorgeschichte
Weil Heinrich (VII.) eher auf Ministeriale und die erstarkenden Städte setzte, um seine Macht im Reich zu sichern, sah sich der Adel in seinen Einflussmöglichkeiten beschränkt und versuchte, dem gegenzusteuern. Schon die Reichsversammlung in Worms im Januar 1231 hatte in diesem Spannungsfeld gestanden.

## Inhalt

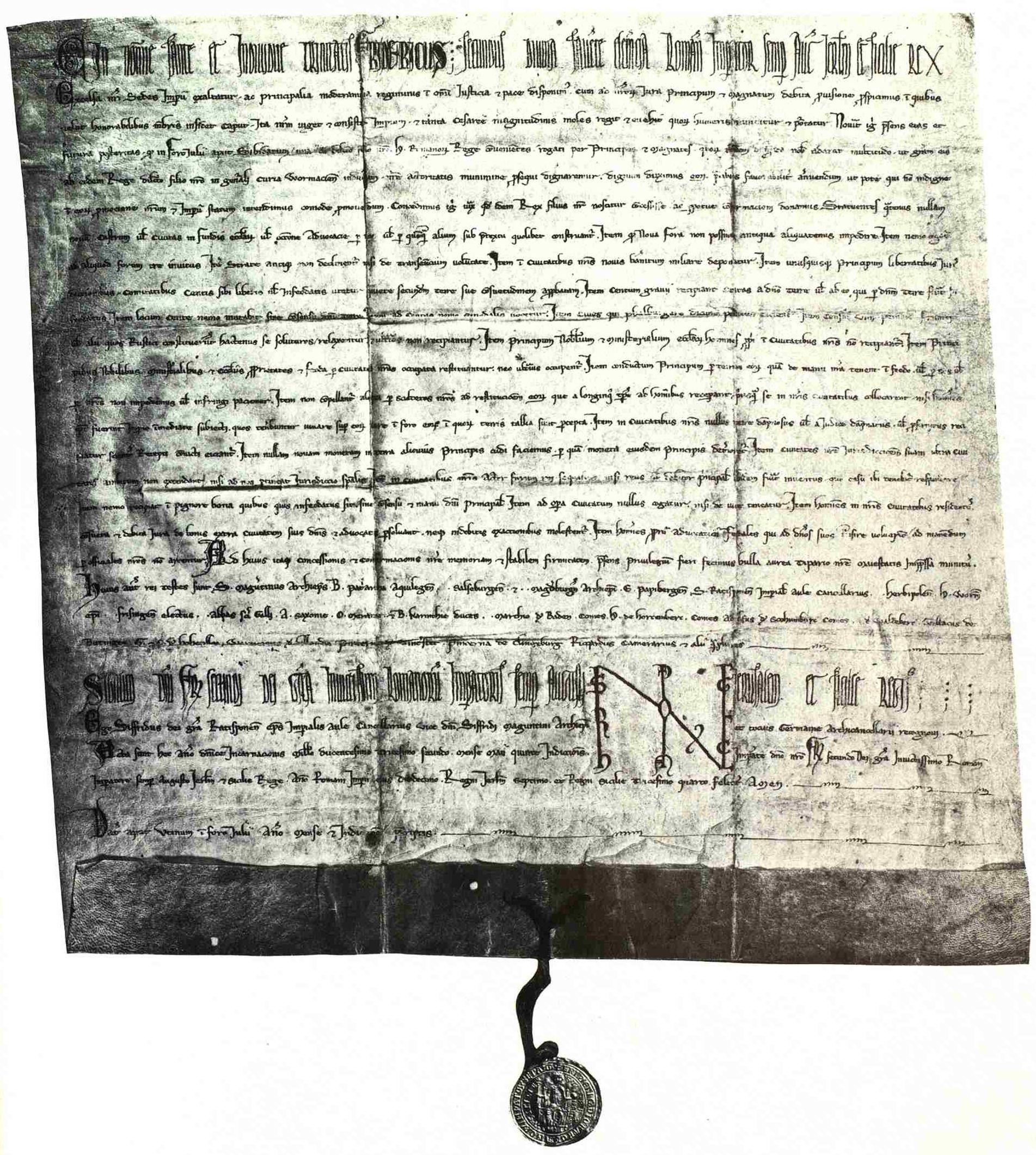
Das Statutum in favorem principum in der Ausfertigung Kaiser Friedrich II. von 1232 für den Bischof von Würzburg

Der Aufenthalt des Königs in Worms ist ab dem 29. April 1231 und bis zum 1. Mai 1231 belegt.
Neben dem schon erwähnten Statutum in favorem principum erließ König Heinrich (VII.) Bestimmungen zu Münzrecht und Falschmünzerei, regelte das Verhältnis zwischen Reichsstädten und Reichsfürsten und stellte fest, dass jeder Bischof und jeder Reichsfürst die eigenen Städte befestigen dürfe. Im Einvernehmen mit den anwesenden Fürsten stellte der König fest, dass „Landesrecht“ seitens des Landesherren nicht einseitig änderbar war, dass das vielmehr nur mit Zustimmung der Großen des Landes zulässig sei.

## Teilnehmer
Die nachfolgende Auflistung beruht auf Urkunden, die während der Reichsversammlung ausgestellt wurden. Die in den Urkunden genannten und in den Zeugenlisten erwähnten Personen belegen deren Anwesenheit in Worms.
- Erzbischof Siegfried III. von Mainz[3][5][6][7][4]
- Erzbischof Heinrich I. von Köln[3][5][6]
- Erzbischof Theoderich II. von Trier[3][5][6][7][4]
- Erzbischof Albrecht von Magdeburg[3][5][6][7][4]
- Bischof Siegfried von Regensburg, Hofkanzler[3][5][4]
- Bischof Hermann I. von Würzburg[3][5][6][7][4]
- Bischof Heinrich von Worms[3][5][6][7][4]
- Bischof Berthold I. von Straßburg[3][5][6]
- Bischof Beringer von Speyer[3][5][6]
- Bischof Berthold von Chur[3][5][6][7][4]
- Bischof Siboto von Augsburg[3][5][6][7]
- Bischof Bonifatius von Lausanne[3][5]
- Abt Konrad von St. Gallen[3][5][6]
- Abt Friedrich I. von Prüm[3][6]
- Abt Cuno von Weissenburg[3][5][6]
- Abt Florenz II. von Kornelimünster[3]
- Abt Gottfried III. von Gengenbach[3]
- Herzog Heinrich I. von Herzogtum Brabant[3][5][6]
- Herzog Matthäus II. von Oberlothringen[3][5][6][7]
- Herzog Otto VII. von Meran[3][5][6][7]
- Herzog Heinrich IV. von Limburg[3][5][7][4]
- Graf Walraf von Limburg (?)[3]
- Pfalzgraf Rudolf II. von Tübingen[3]
- Pfalzgraf Walram[7]
- Graf von Oettingen[3][7]
- Graf Johann I. von Sponheim[3][Anm. 2]
- Graf Günther IV. von Kevernburg[3][5]
- Graf Lothar II. von Are-Hochstaden[3]
- Graf Hermann von Harzburg[3][5][Anm. 3]
- Burggraf Konrad I. von Nürnberg[3][7]
- Graf Heinrich I. von Werd, Landgraf im Elsass[3]
- Raugraf Konrad II.[3]
- Graf Albrecht IV. von Habsburg[3]
- Wildgraf Konrad II. von Kyrburg[3]
- Graf Friedrich II. von Pfirt[3]
- Heinrich I. von Neuffen[3]
- Albert I. von Neuffen[3]
- Graf Friedrich IV. von Zollern[3]
- Graf Mangold III. von Wildberg[3]
- Graf Eberhard IV. von Eberstein[3]
- Graf Poppo VII. von Henneberg[5]
- Graf Dietrich I. von Hohnstein[5]
- Graf Friedrich von Beichlingen[5]
- Graf Heinrich II. von Schwarzburg-Blankenburg[5]
- Albrecht von Wied (?)[5]
- Reichstruchsess Werner von Bolanden[3]
- Truchsess Eberhard von Waldburg[3][5]
- Marschall Graf von Pappenheim[3]
- Truchsess Gunzelin[5][Anm. 4]
- Reichsschenk Konrad von Winterstetten[3][5]

## Weiteres Geschehen
Das genaue Ende der Reichsversammlung ist nicht bekannt. Die Zeugnisse für die Versammlung enden mit dem 1. Mai 1231. Das Itinerar König Heinrich (VII.) weist seinen nächsten Aufenthalt, Ende Mai 1231, in der Kaiserpfalz Hagenau, auf.